# Relations entre l'Albanie et l'OTAN

En vert, les pays membres de l'OTAN. En orange, l'Albanie et la Croatie qui ont rejoint l'OTAN en 2009.

L'adhésion de l'Albanie à l'OTAN a eu lieu en 2009. Les relations de l'Albanie avec l'Organisation du traité de l'Atlantique nord (OTAN) ont débuté en 1992 lorsqu'elle a rejoint le Conseil de coopération nord-atlantique. En 1994, elle est entrée dans le Partenariat pour la paix de l'OTAN, qui a lancé le processus d'adhésion de l'Albanie à l'alliance. En 1999, le pays a reçu un plan d'action pour l'adhésion (MAP). Le pays a reçu une invitation à se joindre au sommet de Bucarest de 2008 et est devenu membre à part entière le 1er avril 2009.

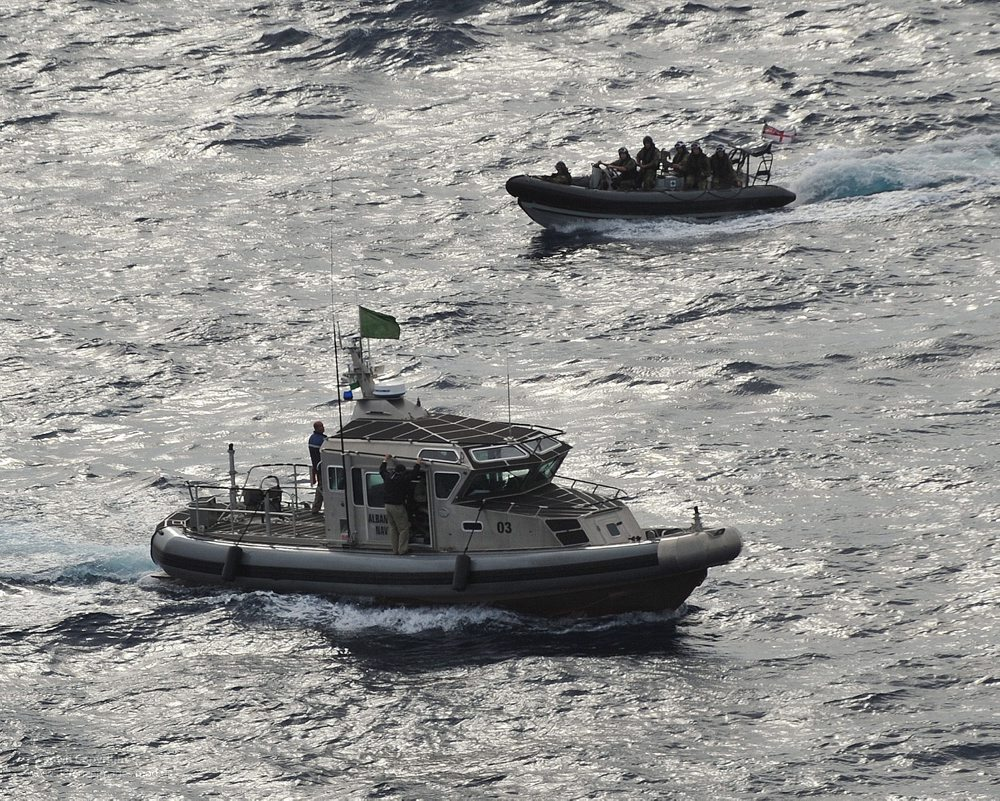
Un patrouilleur de la Royal Navy accompagné des forces navales albanaises lors d'exercices conjoints de l'OTAN.

L'Albanie a été parmi les premiers pays d'Europe orientale à rejoindre le programme du Partenariat pour la paix. Les politiciens albanais considéraient l'admission à l'OTAN comme une priorité absolue. Depuis 1992, l'Albanie s'est largement engagée auprès de l'OTAN et a maintenu sa position d'allié solide des États-Unis et de l'UE dans la région divisée des Balkans. En plus de la volonté politique, l'écrasante majorité de  de la population albanaise (95 %) a soutenu l'adhésion à l'OTAN.

## Avancement de la négociation
| Partenariat pour la paix             | 23 février 1994   |
| Plan d'action pour l'adhésion        | 12 avril 1999     |
| Invitation à rejoindre               | 3 avril 2008      |
| Protocole d'adhésion                 | 9 juillet 2008    |
| Ratification par les pays suivants : |                   |
| Belgium                              | 29 janvier 2009   |
| Bulgarie                             | 23 octobre 2008   |
| Canada                               | 14 janvier 2009   |
| République tchèque                   | 22 décembre 2008  |
| Danemark                             | 9 décembre 2008   |
| Estonie                              | 19 décembre 2008  |
| France                               | 4 février 2009    |
| Allemagne                            | 19 décembre 2008  |
| Grèce                                | 17 février 2009   |
| Hongrie                              | 15 septembre 2008 |
| Islande                              | 12 février 2009   |
| Italie                               | 2008-12-23        |
| Latvia                               | 18 septembre 2008 |
| Lituanie                             | 6 octobre 2008    |
| Luxembourg                           | 12 février 2009   |
| Pays-Bas                             | 17 février 2009   |
| Norvège                              | 24 novembre 2008  |
| Pologne                              | 21 octobre 2008   |
| Portugal                             | 13 février 2009   |
| Roumanie                             | 21 octobre 2008   |
| Slovaquie                            | 24 octobre 2008   |
| Slovénie                             | 9 février 2009    |
| Espagne                              | 18 décembre 2008  |
| Turquie                              | 26 novembre 2008  |
| Royaume-Uni                          | 19 décembre 2008  |
| États-Unis                           | 26 septembre 2008 |
| Adhésion à part entière              | 1er avril 2009    |

## Conseil de coopération nord-atlantique
Après la chute de l'Union soviétique en 1991, l'OTAN a créé le Conseil de coopération nord-atlantique (CCNA) pour renforcer la coopération institutionnelle sur les questions politiques et de sécurité entre les membres de l'OTAN et les anciens pays du Pacte de Varsovie. L'Albanie l'a rejoint en 1992.

## Partenariat pour la paix
Le Partenariat pour la paix (PPP) est un programme de l'OTAN visant à instaurer la confiance entre l'OTAN et d'autres États d'Europe et de l'ex-Union soviétique L'Albanie a signé l'accord de Partenariat pour la paix le 23 février 1994.
C'est ce même jour, le 23 février, que l'Albanie a déposé officiellement sa première demande d'adhésion à l'OTAN.

## Plan d'action pour l'adhésion
Les plans d'action pour l'adhésion à l'OTAN (MAP) sont conçus pour aider les pays partenaires candidats à se conformer aux normes de l'OTAN et à se préparer à une éventuelle adhésion future. Les nations aspirantes doivent d'abord participer au MAP avant de rejoindre l'alliance. Le plan d'action pour l'adhésion (MAP) restera le moyen de suivre les progrès des pays dans le processus d'adhésion.
L'Albanie a reçu son MAP en 1999.

## Protocoles d'adhésion au sommet de Bucarest
Lors du sommet de l'OTAN à Bucarest en 2008, les États membres de l'OTAN ont signé des protocoles d'adhésion pour l'Albanie et la Croatie. Une cérémonie de signature a eu lieu, en présence des ministres des affaires étrangères des deux pays. Les États membres de l'OTAN doivent ratifier les protocoles conformément à leurs exigences et procédures nationales. 

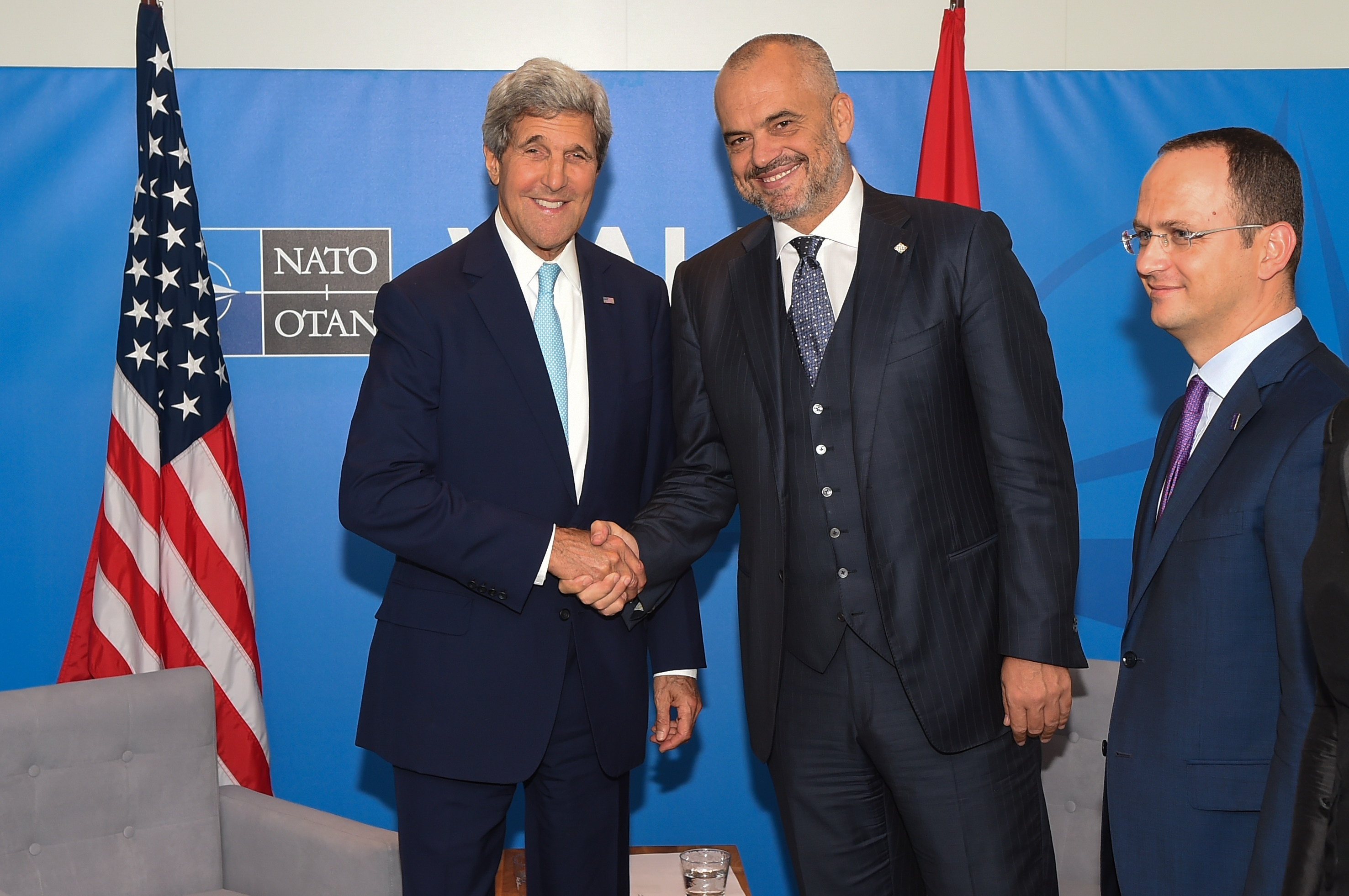
le Secrétaire d'État américain John Kerry serre la main du Premier ministre albanais Edi Rama avant le début de sommet de l'OTAN au pays de Galles.

## Base aérienne deKuçovë
En août 2018, le Premier ministre albanais, Edi Rama, a annoncé que l'OTAN prévoyait de construire sa première base aérienne dans les Balkans occidentaux près de la municipalité de Kuçovë, dans le centre-sud de l'Albanie. En outre, des responsables discutent avec les États-Unis et l'alliance de la « modernisation des capacités aériennes albanaises ». La première phase du projet, qui devrait démarrer fin 2018, aura un coût estimé à 50 millions d'euros. Les travaux ont réellement débuté en janvier 2022 pour une mise en opération fin 2023.